# Войтвельтыёган
Войтвельтыёган (устар. Войтылты-Юган) — река в Приуральском районе Ямало-Ненецкого АО. Устье реки находится в 71 км от устья реки Сармикъяха по правому берегу. Длина реки составляет 32 км.

## Данные водного реестра
По данным государственного водного реестра России относится к Нижнеобскому бассейновому округу, водохозяйственный участок реки — Обь от впадения реки Северная Сосьва до города Салехард, речной подбассейн реки — бассейны притоков Оби ниже впадения Северной Сосьвы. Речной бассейн реки — (Нижняя) Обь от впадения Иртыша.
Код объекта в государственном водном реестре — 15020300112115300033184.